# Bela (Chorwacja)
Bela – wieś w Chorwacji, w żupanii varażdińskiej, w mieście Novi Marof. W 2011 roku liczyła 62 mieszkańców.